# Buk-gu (Daegu)
Buk-gu (koreanisch 북구) ist einer der acht Stadtteile von Daegu und hat 442.943 Einwohner (Stand: 2019). Es handelt sich dabei um einen der nördlichen Bezirke der Stadt. Wörtlich übersetzt bedeutet der Name Nordbezirk. Der Bezirk grenzt im Uhrzeigersinn an die Stadtteile Dong-gu, Jung-gu, Seo-gu und Dalseong-gun.

## Verwaltung

Verwaltungseinheiten des Buk-gu

Buk-gu besteht aus 23 dong (Teilbezirke).
Als Bezirksbürgermeister amtiert Bae Gwangsik. Er gehört der Mirae-tonghap-Partei an.